# Якоб, Ханс
Ханс Якоб Ноц (нем. Hans Jakob Notz, 1891—1967) — швейцарский эсперантист немецкого происхождения.

## Биография
Родился в Гейдельберге, обучался торговому делу. Будучи студентом, в 1909 году вступил во Всемирную ассоциацию эсперанто (UEA), а в 1912 переехал из Германии в Женеву, где прожил до конца жизни. В Женеве включился в работу штаб-квартиры UEA и с 1920 по 1934 годы возглавлял UEA: в 1920—1924 в качестве генерального секретаря (согласно тогдашнему Уставу), в 1924—1934 — был генеральным директором UEA.
На этом посту вёл большую организационную и издательскую работу, принимал участие в большинстве всемирных конгрессов эсперантистов и других эсперанто-мероприятиях. Собрал большую личную библиотеку. Редактировал альманах Jarlibro и журнал UEA Esperanto, написал большое количество статей, включая статьи в Энциклопедию эсперанто 1934 года под псевдонимом «George Agricola». Особо значима его статья «Esperantistaj Problemoj», в которой он анализирует ситуацию в международном эсперанто-движении. В 1934 году на 26-м Всемирном конгрессе эсперантистов в Стокгольме ушёл в отставку с поста директора UEA в знак протеста.
После раскола UEA 1936 года Якоб с группой единомышленников пытался воспрепятствовать через суд переводу штаб-квартиры UEA в Великобританию, однако эта попытка оказалась безуспешной. После того как UEA разделились на две ветви со штаб-квартирами, соответственно, в Женеве и Херонсгейте близ Лондона, Якоб работал в «женевской» UEA и в 1942 году вошёл в состав женевского правления UEA 1939—1947 годов. После объединения двух эсперанто-ассоциаций в 1947 году, Якоб вошёл в состав правления обновлённой UEA и вновь стал редактором журнала Esperanto. В 1955 году он ушёл в отставку со всех постов в знак протеста, но он тем не менее был удостоен звания «почётный редактор».
В 1960 году тогдашнее руководство UEA начало судебное преследование Якоба по обвинению в получении чрезмерных доходов от UEA. После смерти Якоба в 1967 году, UEA получила часть его состояния в счёт иска.
Х. Якоб был дважды женат, имел дочь. Был членом социалистической партии Швейцарии.

## Публикации
- Universala Esperanto-Asocio 1908—1933: Historia skizo, Женева, 1934
- Servisto de l' ideo: 50 jaroj cxe Universala Esperanto-Asocio / 1908—1958; история UEA с автобиографическими данными (ок. 1958). (Издание под редакцией М. Феттеса, издано Эсперанто-лигой Фландрии в 1995 году.)